# The Freddie Mercury Tribute Concert
The Freddie Mercury Tribute Concert – koncert rockowy, który odbył się 20 kwietnia 1992 roku na stadionie Wembley w Londynie. Celem imprezy było złożenie hołdu wokaliście grupy Queen, Freddiemu Mercury, który pięć miesięcy wcześniej, 24 listopada 1991 roku, zmarł na AIDS. Pieniądze z koncertu przeznaczono na walkę z AIDS.
W lutym 1992, na corocznym rozdaniu Brit Awards, Roger Taylor i Brian May ogłosili termin koncertu. 72 tys. biletów zostało sprzedanych w 2 godziny, pomimo że nie było jeszcze wiadomo, kto oprócz Queen wystąpi na Wembley.
Szacuje się, że w imprezie udział wzięło około 2 miliardów ludzi na całym świecie, z czego 72 tysiące brało udział na żywo, a reszta przez radio i telewizję. Impreza trwała od godziny 18:00 do 3:00 nad ranem. Gospodarzami wieczoru byli trzej pozostali członkowie Queen: Brian May, Roger Taylor i John Deacon. Zaproszonymi gośćmi do udziału w koncercie byli m.in.: David Bowie, Roger Daltrey, Def Leppard, U2, Extreme, Bob Geldof, Spinal Tap, Guns N’ Roses, Ian Hunter, Tony Iommi, Elton John, Annie Lennox, Metallica, George Michael, Liza Minnelli, Robert Plant, Mick Ronson, Seal, Lisa Stansfield, Elizabeth Taylor, Paul Young i Zucchero.
Kiedy koncert był transmitowany przez MTV, drogą satelitarną grupa U2 zadedykowała Mercury’emu wykonywany na żywo na koncercie w Sacramento (Kalifornia) utwór „Until the End of the World”.

## Wydania

### Wydanie oryginalne
Koncert został wydany w 1992 na VHS (na całym świecie na ogół wydanie dwukasetowe) i Laserdiscu w USA i Japonii w 1993, a w Wielkiej Brytanii w 1997. Z powodu ograniczeń technicznych w wydaniach zabrakło dwóch ostatnich utworów Extreme, pierwszych dwóch Def Leppard, utworu Spinal Tap, podobnie jak „Innuendo”. W wydaniu amerykańskim nie zmieścił się utwór „Too Late God” w wykonaniu Boba Geldofa i „Las Palabras de Amor” w wykonaniu Zucchero.
Wydano także album A Tribute to Freddie Mercury.

### Wydanie specjalne
W kwietniu 2002 w 10. rocznicę koncert został wydany na DVD i stał się #1 w Wielkiej Brytanii. Cała pierwsza część koncertu nie została wydana, co spotkało się z krytyką. Na prośbę Roberta Planta zrezygnowano również z opublikowania utworu „Innuendo”. Artysta wyjaśniał, że był w słabej formie wokalnej i nie pamiętał dobrze tekstu, przez co nie śpiewał słów w odpowiednim momencie.
Rozdzielczość 4:3 zastąpiono panoramiczną, tracąc dużą część oryginalnego obrazu.
Cały dochód ze sprzedaży obu wydań zasilił The Mercury Phoenix Trust.
Nagranie w Polsce uzyskało status złotej płyty DVD.
We wrześniu 2013 koncert został wydany na Blu-rayu. Wydawnictwo zawiera obydwie części koncertu, jednakże nadal niepełne, gdyż wycięto te same utwory, które zostały wycięte w wersji VHS.

### Książka
9 sierpnia 2013 ukazała się w sprzedaży książka Freddie Mercury Tribute & Brian May Interview, zawierająca przemyślenia na temat koncertu, relacje oraz wywiad z Brianem Mayem tuż po śmierci Freddiego.

## Koncert

### Część pierwsza
- Metallica – „Enter Sandman”, „Sad But True”, „Nothing Else Matters”
- Extreme – „Queen Medley”, „Love Of My Life”, „More Than Words”
- Def Leppard – „Animal”, „Let's Get Rocked”, „Now I’m Here” (w/Brian May)
- Bob Geldof – „Too Late God”
- Spinal Tap – „The Majesty of Rock”
- U2 – „Until the End of the World”
- Guns N’ Roses – „Paradise City”, „Only Women Bleed” (intro), „Knockin' On Heaven's Door”
- Elizabeth Taylor – „Speech"

### Część druga
- Queen i Joe Elliott/Slash – „Tie Your Mother Down”
- Queen i Roger Daltrey/Tony Iommi – „Heaven and Hell” (intro), „Pinball Wizard” (intro), „I Want It All”
- Queen i Zucchero – „Las Palabras de Amor”
- Queen i Gary Cherone (z Tonym Iommi) – „Hammer to Fall”
- Queen i James Hetfield (z Tonym Iommi) – „Stone Cold Crazy”
- Queen i Robert Plant – „Innuendo”, „Thank You” (intro), „Crazy Little Thing Called Love”
- Queen (Brian May i Spike Edney) – „Too Much Love Will Kill You”
- Queen i Paul Young – „Radio Ga Ga”
- Queen i Seal – „Who Wants to Live Forever”
- Queen i Lisa Stansfield – „I Want to Break Free”
- Queen i David Bowie/Annie Lennox – „Under Pressure”
- Queen i Ian Hunter/David Bowie/Mick Ronson/Joe Elliot/Phil Collen – „All The Young Dudes”
- Queen i David Bowie/Mick Ronson – „Heroes/The Lord's Prayer”
- Queen i George Michael – „’39”
- Queen i George Michael/Lisa Stansfield – „These Are the Days of Our Lives”
- Queen i George Michael – „Somebody to Love”
- Queen i Elton John/Axl Rose – „Bohemian Rhapsody”
- Queen i Elton John (z Tonym Iommi) – „The Show Must Go On”
- Queen i Axl Rose – „We Will Rock You”
- Queen i Liza Minnelli/Cast – „We Are the Champions”

## Wykonawcy
Oprócz wyżej wymienionych, trzech członków Queen wspomagali:
- Spike Edney – instrumenty klawiszowe, chórki
- Mike Moran – fortepian („Who Wants to Live Forever” i „Somebody to Love”)
- Josh Macrae – instrumenty perkusyjne („These Are the Days of Our Lives” i „We Are the Champions”)
- Chris Thompson – chórki, gitara akustyczna („I Want It All”, „Crazy Little Thing Called Love” i „Heroes”), instrumenty perkusyjne
- Maggie Ryder – chórki
- Miriam Stockley – chórki
- The London Community Gospel Choir – chórki („Somebody to Love” i „We Are the Champions”)

„Somebody to Love” w wykonaniu George’a Michaela (z zespołem Queen) i „These Are the Days of Our Lives” (z Queen i Lisą Stansfield) w 1993 wydano na EP Five Live. Dochód ze sprzedaży wydawnictwa zasilił Mercury Phoenix Trust.